# 18 Herculis
18 Herculis är en orange stjärna i Herkules stjärnbild.
Stjärnan har visuell magnitud +7,20 och kräver fältkikare för att kunna observeras. Den befinner sig på ett avstånd av ungefär 985 ljusår.